# Бердагулово
Бердагу́лово (рос. Бердагулово, башк. Бирҙеғол) — присілок у складі Бєлорєцького району Башкортостану, Росія. Входить до складу Інзерської сільської ради.
До 9 листопада 1995 року присілок перебував у складі Татлинської сільради.
Населення — 240 осіб (2010; 188 в 2002).
Національний склад:
- башкири — 98%